# Хори (буква)
Ϩ, ϩ (хори, копт. ϩⲟⲣⲓ) — двадцать девятая буква коптского алфавита, обозначающая звук [h]. Происходит из демотического письма.

## Использование
Происходит от демотического знака , который, в свою очередь, является скорописным вариантом группы иероглифов 
| F18 · Y1 |

ḥ.
В саидском диалекте передаёт древнеегипетские согласные h, ḥ, ḫ, ẖ (последние два в бохайрском диалекте обозначаются буквой ϧ), которые слились в [h]. Слова на хори занимают девятую часть коптско-английского словаря Крама.
В бохайрском диалекте также обозначает [h].